# Veronica Maggio
Verónica Sandra Karin Maggio (nacida el 15 de marzo de 1981 en Upsala, Suecia) es una cantante sueca de origen italiano.
En marzo de 2006, Maggio lanzó su primer sencillo "Dumpa mig" (Descargame), el video pronto se convirtió en el hit de la semana en estaciones de televisión como ZTV. Su segundo sencillo fue la canción "Nöjd?" (¿Satisfecho?). Maggio firmó un contrato con Universal Music y realizó una gira en el verano de 2006.
El primer álbum de Maggio se llama Vatten och bröd (Agua y pan). Su letra y música fueron escritas por Stefan Gräslund, con la excepción de los versos de rap en "Vi har, har vi" (Tenemos, tenemos), que fueron escritos por LKM Kristoffer Malmsten. El 26 de marzo de 2008, Maggio lanzó un nuevo álbum Och vinnaren är... (Y el ganador es...), que ella escribió y grabó junto a Oskar Kihlen Linnros.
Maggio cursó su educación secundaria en Upsala.
En 2009 tuvo cierto éxito en Noruega y Dinamarca, con su sencillo "Måndagsbarn" (Niño del lunes), llegando a primera posición en las listas de éxitos de Noruega. También apareció en la lista A de la estación de radio noruega NRK P3, y el álbum Och vinnaren är... llegó al Top 40.
En 2011 lanzó el álbum Satan i gatan (El diablo en las calles), es una expresión sueca que expresa pequeña sorpresa, que fue exitoso. Alcanzó el 1.er lugar en Suecia, al igual que su sencillo "Jag Kommer".

## Discografía

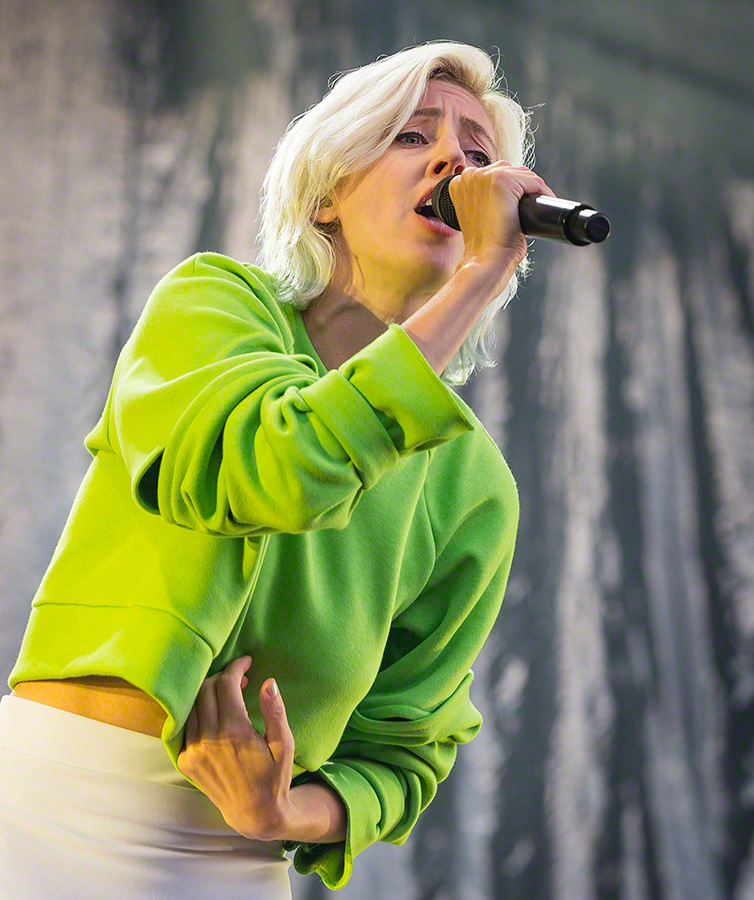
Maggio, 2016

### Álbumes
- 2006: Vatten och bröd
- 2008: Och vinnaren är...
- 2011: Satan i gatan
- 2013: Handen i fickan fast jag bryr mig
- 2016: Den första är alltid gratis

### Sencillos
- 2006: "Dumpa mig"
- 2006: "Nöjd?"
- 2006: "Havanna mamma"
- 2008: "Måndagsbarn"
- 2008: "Stopp"
- 2009: "17 år"
- 2010: "Längesen" (Petter con Veronica Maggio)
- 2011: "Jag kommer"
- 2011: "Välkommen in"
- 2012: "Mitt hjärta blöder"
- 2013: "Sergels torg"
- 2013: "Hela huset" (Håkan Hellström con Veronica Maggio)
- 2016: "Den första är alltid gratis"
- 2016: "Ayahuasca"
- 2016: "Vi mot världen"
- 2016: "Dom sa"
- 2018: "20 Questions" (Banda sonora de la película Bergmans Reliquary)